# Pekon
Pekon är en kommun i Myanmar.   Den ligger i regionen Shanstaten, i den centrala delen av landet, 80 km öster om huvudstaden Naypyidaw. Antalet invånare är 94 226.